# Де Гийбон, Ксавье
Ксавье де Гийбон   (фр. Xavier de Guillebon; род. 1963) —  французский актёр кино, театра и ТВ.

## Карьера
Он изучал драму и актёрскую профессию в престижной HB Studio   в районе Гринвич-Виллидж в Нью-Йорке,    основанной Гербертом Бергхофом в 1945 году.
Дебютировал в большом кино в   1987  году фильмом режиссёра Ги Мюссе «Эскапада». Популярность ему принесло участие в картинах  «Палата для офицеров»  Франсуа Дюпейрона (2001) и  «Бон вояж!» Жан-Поля Раппно  (2003). Последний фильм был  номинирован  в 11 категориях на «Сезар», в трёх из которых победила. Де Гийбон не потерялся в сверхзвёздном составе актёров картины, получив свою часть внимания зрителей и критики. В  2006 году актёр вышел на международный уровень, появившись в голливудском блокбастере «Код да Винчи».

## Избранная фильмография
- Ночи революции — Сен Флорен (мини-сериал, 1989)
- На чужой вкус — Вебер (2000)
- Палата для офицеров — Луи (2001)
- Испанка — Жан-Мишель (2002)
- Бон вояж! — Бремон  (2003)
- Корсиканец — владелец виллы (2004)
- Код да Винчи  — наркоман (2006)
- Жанна Пуассон, маркиза де Помпадур (ТВ, 2006) — Шарль Гийом д’Этиоль[англ.]
- Калифорния  — Франсис (2006)
- Ассистентка  — Лоран (2006)
- Вечность  — отец Жюля   (2016)
- Союзники  — Клод (2016)
- Ревнивая  — Тьерри (2017)
- Виктор Гюго: Враг государства —  Жером-Адольф Бланки (мини-сериал, 2018)
- По воле божьей  — Фред   (2019)

## Театр
- Ромул Великий —    постановка Луи-Ги Пакетта (1992)[5]
- Иванов —     Людовика Лагарда (1996)[5]
- Синяя борода —   Пьера Сантини (Авиньонский фестиваль, 2015)[6]
- Буря —   Филиппа Авата (2012-2013)[5]
- Росмерсхольм[англ.] — Джули Тиммерман  (2014)[5]
- Чайка —   Элен Бабу  (2016)[5]
- Докучные —   Элен Бабу  (2017)[7]
- 12 разгневанных мужчин —   Шарля Торджмана (2017)[8]

## Личная жизнь
Происходит из старинного рода французских дворян родом из Пикардии. Женат на актрисе Сильви Дебрун.